# Thomas Dam
Thomas Dam (15 de mayo de 1915 - 12 de noviembre de 1989) nacido en Dinamarca, trabajó como leñador hasta que se le ocurrió la idea de tallar a mano unos troles de madera que después pasaron a ser un producto denominado "Troles de la buena suerte". Es conocido por haber fundado la compañía "Dam Things from Denmark" (Cosas de Dam desde Dinamarca) para la distribución de los famosos muñecos. Los "Troles de la buena suerte" ahora se consideran artículos de colección.
Después de la creación inicial de troles, estos se hicieron increíblemente famosos, lo que conllevó que todos los miembros de la pequeña familia de Thomas Dam comenzaran a hacer muñecos más pequeños y hechos totalmente a mano. Como sus ventas continuaron aumentando, han llegado a ser distribuidos en grandes ferias jugueteras, jugueterías, grandes almacenes, etc.
Pronto la fábrica original se hizo demasiado pequeña, por lo que la familia de Dam tuvo que construir una con más espacio y mejores herramientas. Las ventas crecieron regularmente en los años 60 y la popularidad de los troles tuvo una repercusión mundial. Debido a tanta popularidad , el modelo de trol de madera cambió a un material plástico, más barato, manejable y con la ventaja de durar más tiempo.

## Plagio
Un gran número de compañías (en su mayor parte rusas) copiaron el modelo original del trol, pero en los diseños originales destaca el logotipo de la marca DAM, como sello de originalidad y calidad.

## DiC Entertainment
El año 2005 la compañía estadounidense DiC Entertainment adquirió la compañía Troll Company para realizar una serie de dibujos animados denominada Trollz, basada en los muñecos realizados por Thomas Dam.